# 南条村 (長野県)
南条村（みなみじょうむら）は、長野県埴科郡にあった村。現在の坂城町大字南条にあたる。

## 地理
- 山：虚空蔵山、太郎山、大峯山
- 河川：千曲川

## 歴史
- 1874年（明治7年） - 近世以来の鼠宿村・新地村・金井村・横尾村が合併して南条村となる。
- 1889年（明治22年）4月1日 - 町村制の施行により、南条村が単独で自治体を形成。
- 1955年（昭和30年）4月1日 - 坂城町・中之条村と合併し、改めて坂城町が発足。同日南条村廃止。

## 交通

### 鉄道路線
村域を日本国有鉄道の信越本線（現・しなの鉄道線）が通過したが、駅は所在しなかった。現在はしなの鉄道線のテクノさかき駅が所在。

### 道路
- 国道18号

現在は旧村域を上信越自動車道が通過するが、当時は未開通。